# Копала

Копала (груз. კოპალა) — в міфології хевсурів — локальне божество. Копала належав до хвтісшвілі, дітей великого бога Гмерті.
Народна етимологія виводила його ім'я від груз. «комаблі» («пастуший посох»). Згідно з переказами, Копала спільно з Іахсарі боровся проти девів і перемагав їх. В деяких варіантах міфу він зливався з Іахсарі в один персонаж або виступав як двійник останнього.
Головне святилище Копали знаходилося в Лікокській ущелині, на вершині гори Карат. За хевсурськими повір'ями, поклоніння Каратіс Джварі (назва святилища і одне з імен самого Копали) рятувало потопаючих і тих, хто потрапив під снігову лавину. З цим святилищем також пов'язували лікування зурочених і душевнохворих.